# Benjamin Siegrist
Benjamin Kevin Siegrist (ur. 31 stycznia 1992 w Therwil) – szwajcarski piłkarz występujący na pozycji bramkarza.

## Kariera klubowa
Jako junior Siegrist grał w klubach FC Therwil, FC Basel oraz Aston Villa. Następnie występował w rezerwach Aston Villi, ale w jej pierwszej drużynie nie zadebiutował. Był natomiast wypożyczany do Burton Albion (League Two), Cambridge United (Conference National), Solihull Moors (Conference South) oraz Wycombe Wanderers (League Two).
W 2016 odszedł do FC Vaduz, a w Swiss Super League zadebiutował 21 września 2016 w zremisowanym 0:0 meczu z BSC Young Boys. W sezonie 2016/2017 zajął z klubem ostatnie, 10. miejsce w lidze i spadł z nim do Swiss Challenge League. Tam w barwach Vaduz grał w sezonie 2017/2018. Wraz z klubem z Liechtensteinu dwukrotnie zdobył krajowy puchar (2017, 2018).
W 2018 przeszedł do szkockiego Dundee United, grającego w Scottish Championship. W sezonie 2019/2020 awansował z nim do Scottish Premiership. W lidze tej pierwszy mecz rozegrał 1 sierpnia 2020 przeciwko St. Johnstone (1:1).
W 2022 roku odszedł do ligowego rywala, Celtiku. W 2024 został zawodnikiem Rapid Bukareszt, a w 2025 wypożyczono go do Genoi.

## Kariera reprezentacyjna
Hochstrasser reprezentował Szwajcarię na szczeblach U-16, U-17, U-18, U-19 oraz U-21. Wraz z kadrą U-17 wywalczył mistrzostwo świata w 2009, a z kadrą U-21 – wicemistrzostwo Europy w 2011.
W 2012 roku został powołany do drużyny U-23 na letnie igrzyska olimpijskie, nie zagrał jednak na nich w żadnym meczu, a Szwajcaria odpadła z turnieju po fazie grupowej.